# Tylecodon bayeri
Tylecodon bayeri ist eine Pflanzenart der Gattung Tylecodon in der Familie der Dickblattgewächse (Crassulaceae).

## Beschreibung
Tylecodon bayeri wächst als wenig verzweigte, zwergige und kletternde Sukkulente aus einem mehr oder weniger kugeligen und knolligen Caudex mit bis zu 2,5 cm Durchmesser. Sie wird bis 20 cm im Durchmesser groß und der Caudex besitzt eine graubraune abflockende Rinde. Die schlanken, manchmal verdickten Triebe werden bis 18 cm lang und bis 2,5 mm im Durchmesser. Sie sind grau gefärbt und durch herablaufende, 1 bis 2 mm lange, gestutzte und oft zurückgebogene Phyllopodien gerippt. Die meist an den Triebspitzen gedrängt stehenden unterschiedlichen Blättern sind ausgebreitet bis zurückgebogen. Sie sind 1,5 bis 4 cm lang und 0,4 bis 3,2 cm breit. Die flache und mit Drüsenhaaren besetzte Blattspreite ist schmal bis breit verkehrt lanzettlich, eiförmig oder elliptisch ausgebildet. An der Basis ist sie keilförmig und an der Spitze stumpf bis zugespitzt geformt.

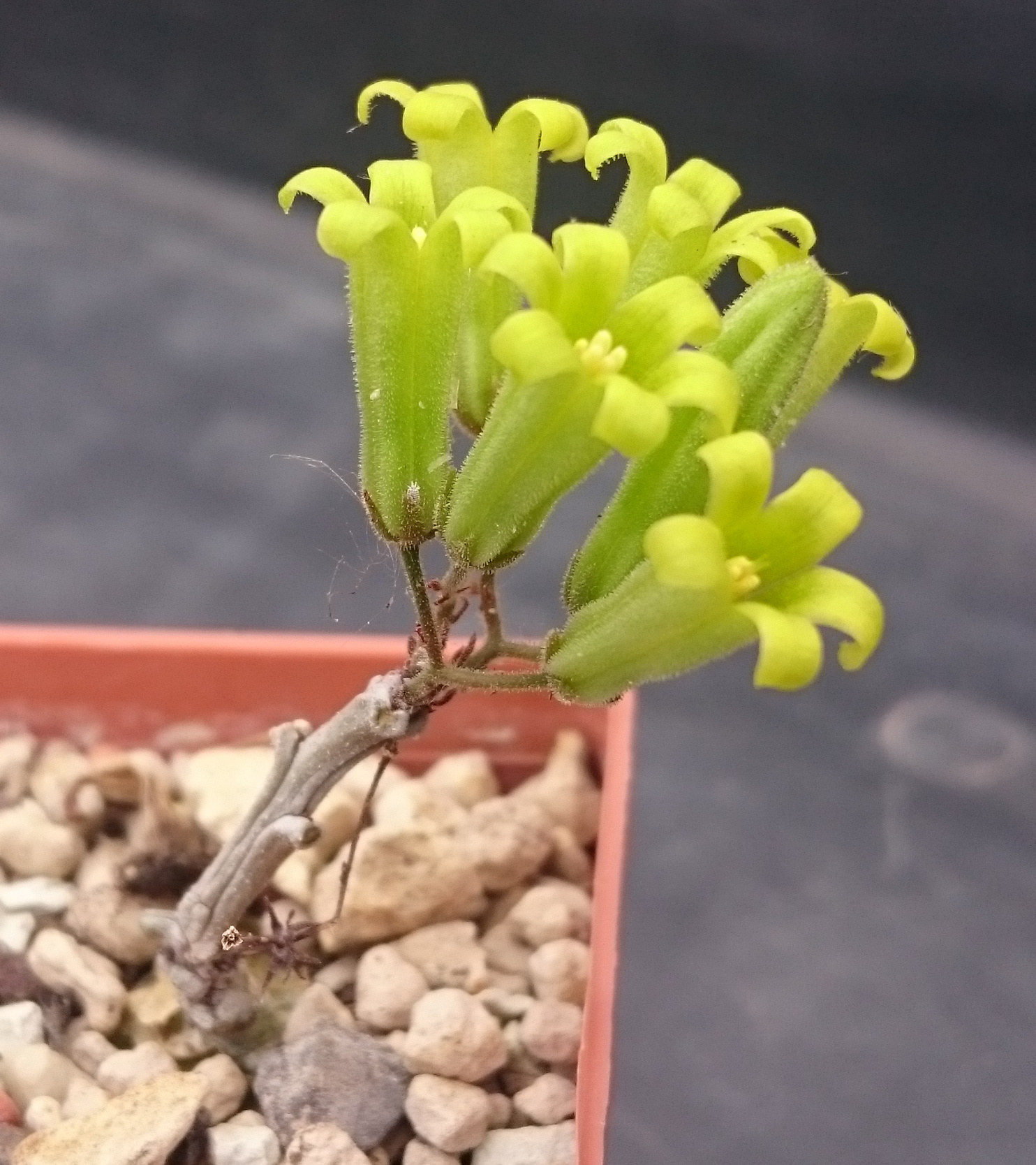
Blütenstand

Die Blütenstände bilden bis 4 cm hohe, flachgipfeligen, ausgebreitet bis aufsteigenden Thyrsen mit 1 bis 2 Monochasien, die wiederum in 1 bis 3 aufrechten Einzelblüten enden, deren Stiel 10 mm lang ist. Die röhrige und zum Schlund hin etwas erweiterte Krone ist 10 bis 12 mm lang und 4 mm im Durchmesser. Sie ist gelb bis bräunlich gefärbt und mit kurzen, drüsenspitzigen Haaren besetzt. Die ausgebreiteten Zipfel sind später zurückgebogen. 

## Systematik und Verbreitung
Tylecodon bayeri ist in der südafrikanischen Provinz Nordkap in der Sukkulenten-Karoo verbreitet. Die Erstbeschreibung erfolgte 1988 durch Ernst Jacobus van Jaarsveld. Ein Synonym ist Tylecodon mallei G.Will.